# Москвич (бронепоезд)
Бронепоезд «Москвич» — советский бронепоезд (бепо) типа ОБ-3 времён Великой Отечественной войны.
Броневой поезд «Истребитель немецких захватчиков» — № 670 — один из шестидесяти пяти бронепоездов типа ОБ-3, сделанных из «подручных» материалов и вооружения по директиве народного комиссара обороны от 29 октября 1941 года в тяжёлый период Великой Отечественной войны.

## История
Бронепоезд «Москвич», по одним данным, построен на базе завода «Стальконструкция», тогда находившегося в ЦАГИ, при участии работников различных предприятий Раменского района, по другим сведениям — в депо Москва-1 Дзержинской линии Московской железной дороги (бронепаровоз Ов построен в депо Москва-1, броня — закаленная сталь 30 мм, экипажная часть и башня ПВО 20 мм, вооружение крупнокалиберный зенитный пулемёт ДШК), бронеплощадки № 972, 973, 974 и 975 (забронированы заводом «Стальмост», броня незакалённая сталь, борта 24 мм, ходовая часть 12 мм, башни 30 мм, вооружение каждой 76-мм танковая пушка образца 1927/32 годов и 5 7,62-мм пулемётов ДТ) и зенитная бронеплощадка с 25-мм автоматической зенитной пушкой образца 1940 года (72-К) и крупнокалиберным зенитным пулемётом ДШК.
В апреле 1942 года включен в 32-й отдельный дивизион бронепоездов (и бронепоезд № 1 «Сталинец»).
В мае 1942 года в составе 32-го дивизиона бронепоездов убыл на фронт, где дивизион вошел в 4-ю армию Волховской группы войск Ленинградского фронта (с 8 июня 1942 года — Волховский фронт) с дислокацией на станции Кириши. Восстановив своими силами 7 километров железной дороги, ведущей к линии фронта, с 2 июня 1942 года бронепоезда дивизиона стали выходить на огневые позиции и вести обстрел немецкой обороны. 23 июля 1942 года бронепоезда поддерживали наступление наших стрелковых частей на участке Будогощь — Кириши.
Распоряжением начальника Главного бронетанкового управления РККА от 5 декабря 1942 года бронепоездам присвоены новые номера: № 1 «Сталинец» — № 642, а № 2 «Москвич» — № 697.
На Волховском фронте бронепоезд в составе дивизиона находился до марта 1944 года. За это время, кроме огневых налётов, бронепоезда прикрывали железнодорожные объекты от атак с воздуха, сбив при этом 6 немецких самолетов.
К 4 марта 1944 года 32-й дивизион перебросили на Ленинградский фронт, где он вошел в 23-ю армию с дислокацией на станции Грузино. 10 мая 1944 года дивизион передислоцировали на участок Луга — Толмачёво с задачей его прикрытия от атак с воздуха.
28 августа 1944 года 32-й дивизион передали из Ленинградского 3-му Белорусскому фронту. Прибыв 14 сентября на станцию Винчай, он вошел в 11-ю гвардейскую армию.
16—18 октября 1944 года бронепоезда 32-го дивизиона поддерживали наступление 83-й гвардейской стрелковой дивизии в районе Волковишкис, израсходовав при этом 1800 76-мм снарядов. После ремонта пути к 11 ноября 32-й отдельный дивизион бронепоездов сосредоточился на станции Мариамполь.
Подводя итоги боевых действий к 3-летию 32-го дивизиона, командование сообщило о том, что к 1 декабря 1944 года бронепоезда 32-го отдельного дивизиона бронепоездов провели 630 огневых налетов, уничтожив (по неполным данным) 119 огневых точек, 3 наблюдательных пункта, 12 блиндажей, штаб полка, 22 артиллерийских батареи, 36 отдельных орудий и минометов, 2 склада, сбили 5 самолетов.
32-й отдельный дивизион бронепоездов был расформирован в 1946 году.

## Память
- В 2015 году в серии «К 70-летию Победы в Великой Отечественной войне. 1941—1945 гг. Бронепоезда» была выпущена почтовая марка с изображением бронепоезда «Москвич»
- В городе Жуковский Московской области установлен монумент памяти строителей и бойцов бронепоезда «Москвич»

### Сноски
1. ↑  Сокращение утвeрдилось ещё со времён Гражданской войны в России, как лучше передающееся по телефону при шумах — выстрелах, взрывах и так далее